# 雪倉岳
雪倉岳（ゆきくらだけ）は、飛騨山脈（北アルプス）後立山連峰にある標高2,611mの山。日本二百名山の一つ。富山県と新潟県にまたがり、山域は中部山岳国立公園に指定されている。

## 概要
「雪」の字がつく日本の山のうちでは最も標高の高い山である。また、標高2,600m以上の山としては国内で最も北にある。国内では、雪倉岳より北に、それより高い地点はない。
積雪期には雪の間のところどころに岩が顔をのぞかせる。その岩を地元猟師らが「倉」と呼んでいたことから、雪と倉の山という意味で「雪倉岳」と呼ばれるようになったという。山頂から東に1.4km程の位置に銀鉱山跡があり、天保のころまで採掘が行われており、その作業道が登山道となっている。山頂から北北東1km程の位置に雪倉の池がある。（1917年に木暮理太郎が命名。）
日本で初めて氷河地形の存在が示された山であるとする説がある。
朝日岳と白馬岳との中間に位置し、縦走の経由地として通過されることが多いが、高山植物が非常に豊富で、登山者も少なく、静かな山歩きが楽しめる。周辺は白馬岳連山高山植物帯となっている。

## 登山

### 登山ルート
- 白馬岳 - 三国境 - 雪倉岳避難小屋 - 雪倉岳
- 小蓮華山 - 三国境 - 雪倉岳避難小屋 - 雪倉岳
- 蓮華温泉 - 鉱山道 - 雪倉岳避難小屋 - 雪倉岳
- 朝日岳 - 小桜ヶ原 - 雪倉岳
- 朝日小屋 - 白馬水平道 - 小桜ヶ原 - 雪倉岳

白馬岳からの登山道は、小蓮華山へ分岐する三国境を経由し、鉢ヶ岳の東斜面を巻いて雪倉岳に至り、朝日岳へと続く。蓮華温泉から鉢ヶ岳の南側に至る鉱山道は旧塩谷鉱山の名残であり、途中に鉱山事務所跡・塩谷精錬所跡などがある。長らく手入れされておらず、ところどころに崩れた箇所がある。このルートを利用して、蓮華温泉から日帰りする登山者がある。

### 周辺の山小屋
最寄りの山小屋は、富山県が建設した南側の鉢ヶ岳との鞍部にある雪倉岳避難小屋。緊急避難用も目的とするもので、宿泊できる営業山小屋としては、白馬山荘や朝日小屋などがある。
| 名称           | 所在地                        | 雪倉岳からの 方角と距離（km） | 標高 （m） | 収容人数 （人） | キャンプ 指定地 | 備考                       |
| -------------- | ----------------------------- | ----------------------------- | ---------- | --------------- | --------------- | -------------------------- |
| 朝日小屋       | 前朝日岳北東山腹の朝日平      | 北西 4.7                      | 2,150      | 150             | テント50張      |                            |
| 白馬大池山荘   | 白馬大池の北西畔              | 東 4.8                        | 2,380      | 200             | 40張            |                            |
| 蓮華温泉ロッジ | 新潟県道505号入ノ平白馬線の先 | 東北東 4.3                    | 1,475      | 250             | 50張            | 蓮華温泉のバス停、野天風呂 |
| 雪倉岳避難小屋 | 雪倉岳と鉢ヶ岳との鞍部        | 南南西 0.8                    | 2,400      | 緊急時          | 幕営禁止        | 無人の避難小屋             |
| 白馬山荘       | 白馬岳山頂直下南              | 南 4.3                        | 2,832      | 1,200           |                 | 日本最大の収容規模         |
| 白馬岳頂上宿舎 | 白馬大雪渓への分岐点          | 南 4.6                        | 2,730      | 1,000           | 100張           | 夏山診療所・簡易郵便局     |

## 地理

### 周辺の山
飛騨山脈（北アルプス）北部の主稜線上の後立山連峰の山であり、その稜線は日本海の親不知まで延びる。その北に赤男山、南に鉢ヶ岳がある。
| 山容 | 名称     | 標高 （m） | 三角点            | 雪倉岳からの方角と 距離（km） | 備考                                 |
| ---- | -------- | ---------- | ----------------- | ----------------------------- | ------------------------------------ |
|      | 朝日岳   | 2,417.97   | 二等              | 北北西 4.1                    | 朝日小屋 日本三百名山                |
|      | 雪倉岳   | 2,610.87   | 三等              | 0                             | 雪倉岳避難小屋 雪倉ノ池 日本二百名山 |
|      | 鉢ヶ岳   | 2,563      |                   | 南 1.7                        | 長池                                 |
|      | 小蓮華山 | 2,766      | （三等） 2,763.37 | 南東 3.0                      |                                      |
|      | 白馬岳   | 2,932.24   | 一等              | 南 4.0                        | 後立山連峰の最高峰 日本百名山        |
|      | 清水岳   | 2,603      | （三等） 2,589.79 | 南西 4.6                      | 清水尾根                             |

### 源流の河川
源流となる河川は、日本海と富山湾へ流れる。
- 瀬戸川（姫川の支流）、上流部に雪倉ノ滝がある。
- 黒薙川の柳又谷（黒部川の支流）

## 雪倉岳の風景
| 雪倉岳 | 白馬岳から望む雪倉岳 | 小蓮華山か望む雪倉岳 |
| ------ | -------------------- | -------------------- |
|        |                      |                      |